# Vale das Éguas
Vale das Éguas é uma povoação portuguesa do Município do Sabugal que foi sede da extinta Freguesia de Vale das Éguas, freguesia que tinha 4,03 km² de área e 39 habitantes (2011), e, por isso, uma densidade populacional de 9,7 hab/km².
A Freguesia de Vale das Éguas foi extinta (agregada) pela reorganização administrativa de 2012/2013, tendo o seu território sido agregado ao das Freguesias de Ruvina e de Ruivós para criar a União de Freguesias de Ruvina, Ruivós e Vale das Éguas.
Tem uma Praia Fluvial, que é muito frequentada pelos habitantes da freguesia e de freguesias vizinhas.

## População
| População da freguesia de Vale das Éguas | População da freguesia de Vale das Éguas | População da freguesia de Vale das Éguas | População da freguesia de Vale das Éguas | População da freguesia de Vale das Éguas | População da freguesia de Vale das Éguas | População da freguesia de Vale das Éguas | População da freguesia de Vale das Éguas | População da freguesia de Vale das Éguas | População da freguesia de Vale das Éguas | População da freguesia de Vale das Éguas | População da freguesia de Vale das Éguas | População da freguesia de Vale das Éguas | População da freguesia de Vale das Éguas | População da freguesia de Vale das Éguas |
| ---------------------------------------- | ---------------------------------------- | ---------------------------------------- | ---------------------------------------- | ---------------------------------------- | ---------------------------------------- | ---------------------------------------- | ---------------------------------------- | ---------------------------------------- | ---------------------------------------- | ---------------------------------------- | ---------------------------------------- | ---------------------------------------- | ---------------------------------------- | ---------------------------------------- |
| 1864                                     | 1878                                     | 1890                                     | 1900                                     | 1911                                     | 1920                                     | 1930                                     | 1940                                     | 1950                                     | 1960                                     | 1970                                     | 1981                                     | 1991                                     | 2001                                     | 2011                                     |
| 192                                      | 238                                      | 246                                      | 261                                      | 268                                      | 327                                      | 244                                      | 270                                      | 280                                      | 234                                      | 134                                      | 89                                       | 69                                       | 48                                       | 39                                       |

Por idades em 2001 e 2011:	

| 0-14 anos | 0 | 0 |  | 15-24 anos) | 7 | 0 |  | 25-64 anos | 18 | 11 |  | 65 e + anos) | 23 | 28 |

## Património
- Igreja Paroquial de São Sebastião;
- Capela do Menino Deus.